# Bittern Lake
Bittern Lake es un pueblo canadiense situado en la provincia de Alberta.

## Superficie
Bittern Lake tiene una superficie de 6,57 km².

## Demografía
En 2021, tenía 216 habitantes, una densidad poblacional de 32,9 hab./km², y 84 viviendas.